# Дмитрий Юрьевич Красный
Дмитрий Юрьевич Красный или Меньшой (ум. 22 сентября 1440 (по другой версии 1441) — удельный князь углицкий, бежецкий и галицкий (1433—1440). Младший сын великого князя Юрия Дмитриевича и княгини Анастасии Юрьевны Смоленской.
Канонизирован Русской церковью, память совершается в дни празднования Собора Тверских святых, Собора Костромских святых и Собора всех Российских святых:606.

## Биография

### Семья Дмитрия Красного
Дата рождения Дмитрия Красного неизвестна. Исследователи сходятся в том, что он был сыном Юрия Дмитриевича Галицкого и Анастасии Юрьевны Смоленской, которая умерла в 1422 году. Брак был заключён в 1400 году. А. В. Экземплярский в книге «Великие и удельные князья Северной Руси в татарский период» указывает, что в нём родилось трое сыновей: Василий Косой, Дмитрий Большой (Шемяка) и Дмитрий Красный. По мнению исследователя, Дмитрий Красный был самым младшим из сыновей и он родился 1421 году.
По другой версии, представленной у А. А. Зимина, у Юрия и Анастасии к 1425 году было четыре сына в возрасте 20-24 лет. Это Василий Юрьевич (получивший затем прозвище Косой), Дмитрий Большой (Шемяка), Дмитрий Меньшой (Красный) и Иван. По его предположению Дмитрий Младший родился ближе к рубежу XIV—XV веков и был третьим из четырёх сыновей, а имя, как и его старший брат, Дмитрий Шемяка, он, вероятно, получил в честь Дмитрия Донского.
Из сыновей Юрия Дмитриевича лишь младший Иван (в монашестве — Игнатий) не принимал участия в политической борьбе и решил уйти в монастырь, где умер в 1432 году. А. А. Зимин в качестве версий причины такого поведения выдвигал несколько вариантов: «был склонен к религиозной экзальтации, психической неуравновешенности или просто болен». По мнению А. А. Зимина, два старших сына Юрия Дмитриевича — Василий Юрьевич и Дмитрий Шемяка, — возможно, уже к 1425 году стремились к самоутверждению. Это стало одной из причин того, что Юрий стал стремиться стать великим князем.

### Война Василия Васильевича и Юрия Дмитриевича
А. А. Зимин писал, что в 1427/1428 (6936) году во время дипломатической борьбы Юрия с племянником Василием Васильевичем за власть над великим княжеством они заключили два договора. Один договор заключил «великий князь» Юрий Дмитриевич и его сын Дмитрий Меньшой с Василием II, а другой — Юрий Дмитриевич с Василием II и Константином и Андреем Дмитриевичами. Отсутствие среди участников договоров Василия Юрьевича и Дмитрия Шемяки А. А. Зимин считал свидетельством трений имевшихся к 1427/1428 году между Юрием и его старшими сыновьями.
В 1432 году после поездки Юрия и Василия II в Орду ярлык на великое княжество хан присудил последнему.
8 февраля 1433 года состоялась свадьба Василия II с Марией Ярославной. На неё среди разных гостей прибыли и два старших сына князя Юрия Дмитриевича — Василий и Дмитрий Шемяка. Сам князь Юрий и его младший сын, Дмитрий Красный не приехали. Инцидент Василия Юрьевича с поясом привёл к войне.
Юрий Дмитриевич, собрав войска, двинулся на Москву. Разбив 25 апреля 1433 года армию Василия Васильевича на реке Клязьме, он захватил столицу. Дмитрий Красный участвовал в походе на Москву своего отца и братьев.
А затем преследовал Василия Васильевича, ушедшего в Кострому.
Юрий Дмитриевич, победив Василия Васильевича, стал великим князем, а племяннику дал в удел Коломну. Это пожалование, а также отток московских бояр к Василию Васильевичу привели к тому, что Василий Юрьевич и Дмитрий Шемяка были недовольны отцом. Обвиняя юрьева боярина Семёна Фёдоровича Морозова в том, что тот склонил их отца к позорному миру, они убили его. Ссора с этими сыновьями и отток бояр из Москвы привели к тому, что Юрий решил передать великое княжество племяннику Василию.
Был составлен новый договор. Он был заключен от имени великого князя Василия Васильевича и союзных с ним князей «гнезда Калиты» (Константина Дмитриевича, Ивана и Михаила Андреевичей и Василия Ярославича) с князем Юрием и Дмитрием Меньшим. Юрий Дмитриевич признавал старшинство Василия II. Князья не просто договаривались оказывать друг другу помощь в случае борьбы с каким-либо недругом, один из пунктов договора прямо запрещал Юрию, Дмитрию Красному и Василию Васильевичу помогать им: «…детей ми своих болших, князя Василья да князя Дмитрея, не приимати, и до своего жывота, ни моему сыну меншому, князю Дмитрею, не приимати их. А тобе их также не приимати». Договор содержал уступку Василием II большей части Бежецкого Верха (кроме располагавшихся в нём бывших владений И. Д. Всеволожского и владений князя Константина Дмитриевича) младшему сыну Юрия Дмитриевича — Дмитрию Красному. Взамен Бежецкого Верха князь Юрий отказывался от претензий на Дмитров.
Зимой 1433—1434 года Василий II начал против Юрия новую войну. 31 марта 1434 года Юрию Дмитриевичу удалось захватить Москву. Василий Васильевич отступил в Нижний Новгород и планировал вновь перенести спор о великом княжении в Орду.
Исследователи пишут, что Дмитрий Красный участвовал и в этой войне отца, но вплоть до событий мая 1434 года не уточняют, в чём это проявилось.
В конце мая 1434 Дмитрий Красный вместе с братом-тёзкой Дмитрием Шемякой были посланы отцом против Василия II. Но 5 июня 1434 года великий князь Юрий Дмитриевич умер. Два Дмитрия, направлявшиеся с войском в Нижний Новгород, узнали об этом во Владимире.

### Война двух Василиев
По составленной между концом июня 1432 — 25 апреля 1433 года духовной грамоте Юрий Дмитриевич завещал Василию Юрьевичу — Звенигород; Дмитрию Шемяке — Рузу, Дмитрию Красному — Галич и Вышгород. Братья совместно должны были владеть жребием князя Юрия в Москве, а также Вяткой и Дмитровом. А. А. Зимин писал, что в 7-тысячный «ордынский выход» со Звенигорода шло 511 рублей, с Галича — 525 рублей.
На момент смерти великого князя Юрия в Москве находился его старший сын Василий, который объявил себя великим князем. Об этом он написал письмо братьям Дмитриям. Дмитрий Шемяка и Дмитрий Красный в ответном письме отказались считать брата Василия великим князем и поддержали претензии на этот титул своего двоюродного брата Василия Васильевича.
А. А. Зимин объяснял такой выбор братьев несколькими причинами: 1) их отец Юрий выступал за родовой принцип наследования великокняжеского престола, когда власть переходила по лествице. И по этому счету на данный момент «законным» великим князем выходил Василий Васильевич, а его ближайшими наследниками после Василия Юрьевича оба Дмитрия. 2) Во время предшествующих событий феодальной войны Василий Васильевич не проявил лидерских, организаторских и военных способностей, не имел поддержки в русских землях, и Дмитрии сочли его, как слабейшего, более удобным великим князем, чем своего брата Василия
Василий Юрьевич, не получив поддержку братьев, покинул Москву и ушёл в Новгород. Великим князем снова стал Василий Васильевич. Вернув власть, он щедро вознаградил своих союзников. Между Василием II и Дмитриями было заключено докончание (А. А. Зимин датирует это соглашение между 5 июня 1434 года и 6 января 1435 года), по нему Дмитрий Шемяка получал в дополнение к Рузе — Углич и Ржеву, а Дмитрий Красный, к Галичу — Бежецкий Верх. Вятка находилась в совместном владении братьев. В качестве компенсации за сожжение Галича зимой 1434 года Василий II освободил этот город от уплаты «ордынского выхода» на три года.
Василий Юрьевич осенью 1434 года покинул Новгород и, двинувшись по Мете, пошёл в Бежецкий Верх и Заволочье. Бежецкий Верх с давних времён был совместным владением Великого княжества Владимирского и Господина Великого Новгорода. Захват Бежецкого Верха позволял Василию Юрьевичу соединить земли, где он имел сторонников (на западе — Дмитров, Звенигород и, возможно, Руза и Ржев, а на востоке — Вятка) в компактный удел. Василий Юрьевич посчитал, что Дмитрий Красный не окажет ему сопротивление. Но закрепиться в районе Бежецкого Верха ему не удалось, и Василий Юрьевич, пройдя Заволжьем, вышел на Кострому, 6 января 1435 года потерпел поражение на реке Которосли, воевал у Вологды и Устюга.
Весной 1435 года Василий Юрьевич и Василий II заключили мир. Василий Юрьевич отказывался от претензий на великокняжеский престол, но подтверждалось его право на Дмитров. Подтверждалось соглашение великого князя Василия II с союзными ему Дмитрием Шемякой и Дмитрием Красным.
Но уже через месяц Василий Юрьевич разорвал соглашение с Василием II и отправился в Кострому. Дождавшись там холодов, он по «зимнему пути» вместе с вятчанами двинулся к Галичу, принадлежащему Дмитрию Красному. Это произошло в конце 1435 года Зимой 1436 года Дмитрий Шемяка приехал в Москву звать Василия II к себе на свадьбу в Углич. Однако Василий Васильевич счёл, что его заманивают в ловушку, и арестовал Дмитрия Шемяку. Война между двумя Василиями продолжалась. 14 мая 1436 года в сражении на реке Черехе в Ростовской земле войско Василия II и его союзников разбило полки Василия Юрьевича, и тот попал в плен.
А. В. Экземплярский и Большая российская энциклопедия утверждают, что в конце весны 1436 года Дмитрий Красный участвовал в «заключительном этапе военных действий» (в походе Василия II на Кострому). Но у А. А. Зимина в списке среди князей поддержавших Василия II имени Дмитрия Красного нет.

### Борьба с татарами
Осенью 1437 года один из ордынских ханов Улу-Мухаммед, потерпев поражение от Сеид-Ахмеда, пытался обосноваться в районе Белёва. Против него было послано войско во главе с Дмитрием Шемякой и Дмитрием Красным. Но из-за измены Григория Протасьева 5 декабря русские войска в битве потерпели поражение.
После Белёвского погрома 1437 Василий II вместе с двумя Дмитриями Юрьевичами заключил антиордынский союз с великим князем тверским Борисом Александровичем. Договор предусматривал взаимную помощь.
В 1439 году Улу-Мухаммед вновь напал. 3 июля 1439 года он осадил Москву. Но 13 июля, повоевав в Подмосковье (дошёл до границ с Тверью и разорил Коломну), он ушёл с большим количеством пленных. Василий II обосновался в Переславле, а вместо себя временно посадил в Москве князя Дмитрия Красного, где тот сидел с лета 1438 года до зимы 1439 года.
24 июня 1440 года Василий II заключил с Дмитрием Шемякой и Дмитрием Красным договор о «сместном» суде. Спорные случаи подлежали решению третейского судьи

### Болезнь и смерть
Осенью 1440 (по другой версии 1441) года Дмитрий Красный заболел: «на него напала глухота „и болячка в нем движеся“; боль до того была тяжела, что он по нескольку дней и ночей оставался без сна и без пищи». 18 сентября он захотел «приобщиться святых тайн», но у больного открылось сильное кровотечение носом. Когда удалось завершить процедуру, то Дмитрий Красный «лег в постель, поел мясной и рыбной ухи, выпил вина и просил присутствующих оставить его, так как ему захотелось спать». Окружение удалилось к Дионисию Фомину. Вечером один из оставшихся при князе сообщил о том, что у князя началась агония. Позвали духовника, который стал петь канон на исход души, во время чего Дмитрия Красного посчитали умершим. Его окружение легло спать в той же горнице, где лежал князь. Но в полночь Дмитрий Красный очнулся и начал петь церковные песни. Диакон разбудил спящих. К утру Дмитрий стих и был разбужен священником. Два дня Дмитрий Красный «без перерыва» пел церковные песни, но узнавал, кто его спрашивал, и давал осмысленные здравые ответы. В эти дни с ним совершили церковные таинства. На третий день 22 сентября он умер. На восьмой день после смерти Дмитрия Красного из Углича прибыл Дмитрий Шемяка. Покойника положили в колоду, засмолили и на носилках понесли в Москву. Колоду дважды роняли, но 14 октября, доставив в Москву, похоронили в Архангельском соборе Московского Кремля.
- Болезнь князя
- Смерть князя
- Покойника положили в колоду, засмолили и на носилках понесли в Москву.

После смерти Дмитрия Красного Галич получил Дмитрий Шемяка, а Бежецкий Верх забрал Василий II.

## Канонизация
Дмитрий Юрьевич Красный канонизирован Русской церковью и включён в Собор Тверских святых и Собор Костромских святых.

## В культуре
- Является персонажем романа Николая Полевого «Клятва при гробе Господнем. Русская быль XV века» (1832);
- Константин Бальмонт написал стихотворение «Смерть Димитрия Красного. Предание»[39].